# Bulbophyllum muriceum
Bulbophyllum muriceum är en orkidéart som beskrevs av Rudolf Schlechter. Bulbophyllum muriceum ingår i släktet Bulbophyllum och familjen orkidéer. Inga underarter finns listade i Catalogue of Life.